# Volo Hapag-Lloyd 3378
Il volo Hapag-Lloyd 3378 (HF-3378) era un servizio passeggeri operato dalla Hapag-Lloyd Flug da La Canea, sull'isola di Creta, in Grecia, ad Hannover, in Germania. Il 12 luglio 2000 l'aeromobile che effettuava la rotta, un Airbus A310-304, codice di immatricolazione D-AHLB, con a bordo 143 passeggeri e 8 membri dell'equipaggio, partì alla volta di Hannover lasciando, per precauzione, il carrello d'atterraggio completamente esteso, poiché un malfunzionamento aveva impedito la corretta retrazione dopo il decollo. L'aereo esaurì il carburante durante il tentativo di deviazione verso Vienna, atterrando poco prima della pista 34. Non ci fu alcuna vittima, sebbene l'aereo avesse subito danni abbastanza gravi da essere radiato.

## L'incidente
Il pilota in comando era il comandante Wolfgang Arminger (56), un esperto pilota con 23.400 ore di volo sul curriculum, affiancato dal primo ufficiale Thorsten R. (25). Il volo 3378 partì alle 10:59 CEDT, ma poco dopo risultò impossibile retrarre completamente il carrello di atterraggio, come indicato sia dalla spia rossa "gear unsafe" che dalla spia gialla "gear door open". Dopo un totale di quattro tentativi di retrazione, il carrello è stato lasciato completamente esteso, una condizione in cui tutte le luci indicavano una condizione valida con i portelloni regolati per la velocità di crociera. L'Airbus proseguì verso la Germania, poiché il carburante deve essere bruciato comunque prima dell'atterraggio. L'equipaggio dovette far fronte a un maggior carico di lavoro nel cockpit, aggravato dall'indisponibilità della radio HF della compagnia aerea per la consultazione tecnica, costringendo il primo ufficiale a impiegare quasi un'ora per stabilire comunicazioni alternative con la compagnia aerea tramite l'ACARS e Radio di Stoccolma. Utilizzando il Flight Management System (FMS), i piloti stimarono il consumo di carburante dell'aeromobile e il capitano, consultando un tecnico, decise di accorciare il volo e di portarlo all'aeroporto di Monaco, dove era pronto un altro A310 per portare i passeggeri alla destinazione prevista. Tuttavia, il capitano ignorava il fatto che l'FMS non era progettato per tenere conto della resistenza extra prodotta dal carrello d'atterraggio esteso. In effetti, Monaco non era nel raggio d'azione, come alla fine divenne chiaro dalla caduta inaspettatamente rapida delle riserve di carburante. Verso le 12:00 CEDT il capitano Arminger decise di dirigere il suo aereo verso l'aeroporto di Vienna-Schwechat.
Poco dopo, il primo ufficiale notò, e riferì al capitano, che avevano già consumato metà del loro carico iniziale di carburante, sebbene avessero proseguito solo fino all'ultimo waypoint "YNN" ancora all'interno della Grecia (circa un terzo della distanza totale da Vienna). Alle 12:34, la previsione FMS per il carburante rimanente all'arrivo a Vienna scese a 1,9 tonnellate. In tali condizioni, le regole della compagnia aerea richiedono una deviazione immediata verso l'aeroporto idoneo più vicino, che sarebbe stato quello di Zagabria, a 10 minuti di distanza. Il rapporto dell'indagine afferma che "non c'erano prove di una risposta immediata dell'equipaggio a questa situazione". Anche se stabilì un contatto con l'ATC di Zagabria 9 minuti dopo, l'equipaggio proseguì verso Vienna, chiedendo l'accesso più diretto a una pista. Alle 12:53, i piloti notificarono all'ATC di Vienna che se non fosse stato disponibile l'accesso diretto alla pista, avrebbero preferito dirottare verso la più vicina Graz. Ciò spinse l'ATC di Vienna a informarsi e ad apprendere (finalmente) che il volo era a corto di carburante, ma i piloti non avevano dichiarato alcuna emergenza, continuando a prepararsi ad un normale atterraggio. Quando gli indicatori del carburante scesero a 1,9 t rimanenti, il primo ufficiale esortò per due volte il suo superiore a dichiarare un'emergenza, ma il capitano continuò a rinviare. Alle 13:01, l'allarme "LT-Fuel low level" indicava il carburante rimanente di 1340 kg, il che genera automaticamente un messaggio ACARS. In quel momento l'aereo si trovava a 42 miglia nautiche (78 km) a nord-est di Zagabria, 85 miglia nautiche (157 km) a sud-est di Graz e 131 miglia nautiche (243 km) da Vienna. Alle 11:07 UTC i piloti si decisero a dichiarare un'emergenza per mancanza di carburante, pur affermando che si aspettavano di raggiungere la capitale austriaca.
A questo punto l'equipaggio stava ancora discutendo su un possibile dirottamento verso Graz, scoprendo però che nella raccolta di mappe dell'aereo non era presente la cartina di avvicinamento per quell'aeroporto. Alle 11:12 UTC, i piloti tornarono a parlare del contributo dell'FMS al loro volo; il primo ufficiale Thorsten (correttamente) non si fidava delle sue prestazioni con il carrello abbassato, mentre il capitano Arminger confidava ancora nella sua utilità. Arminger incaricò il primo ufficiale di non richiedere i servizi d'emergenza per il post-atterraggio e di rinviare il dispiegamento dei flap, soprattutto se i motori si fossero spenti. Alle 11:26 UTC, calò la pressione dell'olio nella pompa del carburante esterna destra, anche se rimase in funzione. Entrambi i motori si spensero a 12 miglia nautiche (22 km) dalla pista, anche se il primo ufficiale fu in grado di riavviarli per qualche altro minuto di spinta. Poiché non c'era tempo per eseguire la check-list finale, venne trascurato l'interruttore "Land Recovery", con il conseguente funzionamento limitato degli alettoni interni necessari per il controllo della stabilità a basse velocità. L'estremità dell'ala sinistra colpì il terreno a circa 660 m dalla pista, seguita dal carrello d'atterraggio sinistro che crollò dopo 22 metri. L'Airbus slittò sul motore sinistro e sul carrello d'atterraggio principale destro, sopra una serie di luci per l'avvicinamento e antenne, virando a sinistra di 90° e fermandosi fuori pista vicino all'estremità della pista di rullaggio. 26 passeggeri riportarono delle lievi ferite mentre scendevano dagli scivoli d'emergenza. Sebbene le fotografie abbiano mostrato l'aereo strutturalmente ancora intatto, è stato ugualmente radiato dai registri dell'Hapag-Lloyd a causa del grave danno subito dalla parte inferiore della fusoliera, rendendo questo incidente la sesta perdita totale di un Airbus A310.

## L'indagine
Il rapporto finale sulle indagini sull'incidente è stato pubblicato (solo in tedesco) il 21 marzo 2006 dalla commissione investigativa sugli incidenti aerei (Flugunfalluntersuchungsstelle) dell'Ufficio federale austriaco per i trasporti (Bundesanstalt für Verkehr, o BAV). Il rapporto identificava come causa della mancata retrazione del carrello d'atterraggio come una piccola svista durante la manutenzione; un controdado fissato in modo inadeguato aveva consentito ad una vite di ruotare gradualmente, portando infine a un errore di regolazione di 10 mm che impedì la completa retrazione del carrello.
Il rapporto identificò diversi motivi chiave per cui l'equipaggio di cabina non riuscì a far fronte adeguatamente a questo malfunzionamento tecnico relativamente minore del carrello di atterraggio, continuando il volo fino all'esaurimento del carburante.
- L'equipaggio non rispettò i regolamenti aziendali in materia di riserve di carburante, a causa di diversi fattori umani, soprattutto un forte carico di lavoro e stress, che portarono alla perdita di consapevolezza situazionale.
  - Le riserve di carburante sono state determinate soltanto con l'FMS, per mancanza di consapevolezza della sua inapplicabilità con il carrello estratto.
  - Il comandante non è riuscito a dirigersi verso il vicino aeroporto di Zagabria dopo aver ricevuto l'avviso di basso livello di carburante, apparentemente perché fissatosi su un unico obiettivo.
- La documentazione di Airbus non informava adeguatamente e chiaramente l'equipaggio di volo delle limitazioni che si limitano alla gestione del carburante utilizzando l'FMS.
- La compagnia aerea forniva una documentazione insufficiente nella check list per "indicazione anomala del carrello di atterraggio" e la Divisione Operazioni non dava una revisione adeguata dei requisiti del carburante.

Il rapporto formula 14 indicazioni per migliorare i sistemi, i documenti e le procedure per evitare tali problemi in futuro.

## Procedimento penale
L'Hapag-Lloyd dichiarò che il comandante Wolfgang Arminger aveva lasciato spontaneamente il proprio posto sei mesi dopo l'incidente. Nel 2004, un tribunale distrettuale di Hannover condannò Arminger per "pericolosa interferenza nel traffico aereo", affermando che stava "mettendo in pericolo la vita di altri" principalmente per non essere riuscito a dirottare verso Zagabria, dandogli una pena detentiva di sei mesi. La condanna è stata criticata dalla giornalista del tribunale tedesco Gisela Friedrichsen che ritenne le due sessioni del processo principale insufficienti per presentare e valutare tutte le prove.
Un rapporto nel 2012 pubblicato dall'American Bar Association sostiene che la sicurezza aerea è minata da procedimenti del genere perché la loro minaccia ostacolerebbe i processi investigativi.